# Vilma Faingezicht
Vilma Faingezicht (pronunciado /Faingesijt/ en fonética española) es una escritora costarricense y directora del Museo Histórico de la comunidad judía. Ha publicado tres libros antológicos de cuento; En tierras  ajenas…, En estos caminos, Cuentos de la niña judia, los cuales relatan sus vivencias biográficas como judía en Costa Rica. 
Faingezicht nació en Costa Rica de una familia judía-polaca emigrada en 1946 tras la Segunda Guerra Mundial. Cursa la primaria en la Escuela Bernardo Soto de Alajuela y en la Escuela Estados Unidos de Brasil en San José, para graduarse de secundaria del Colegio Superior de Señoritas. Vivió en Israel, México y Puerto Rico, y una vez de regreso en Costa Rica cursa estudios en Historia, Diseño, Decoración y Artes Plásticas. Se licencia en filosofía por la Universidad Autónoma de Centroamérica y es cofundadora del Museo Histórico del Centro Israelita, del cual es directora.